# Landship Committee

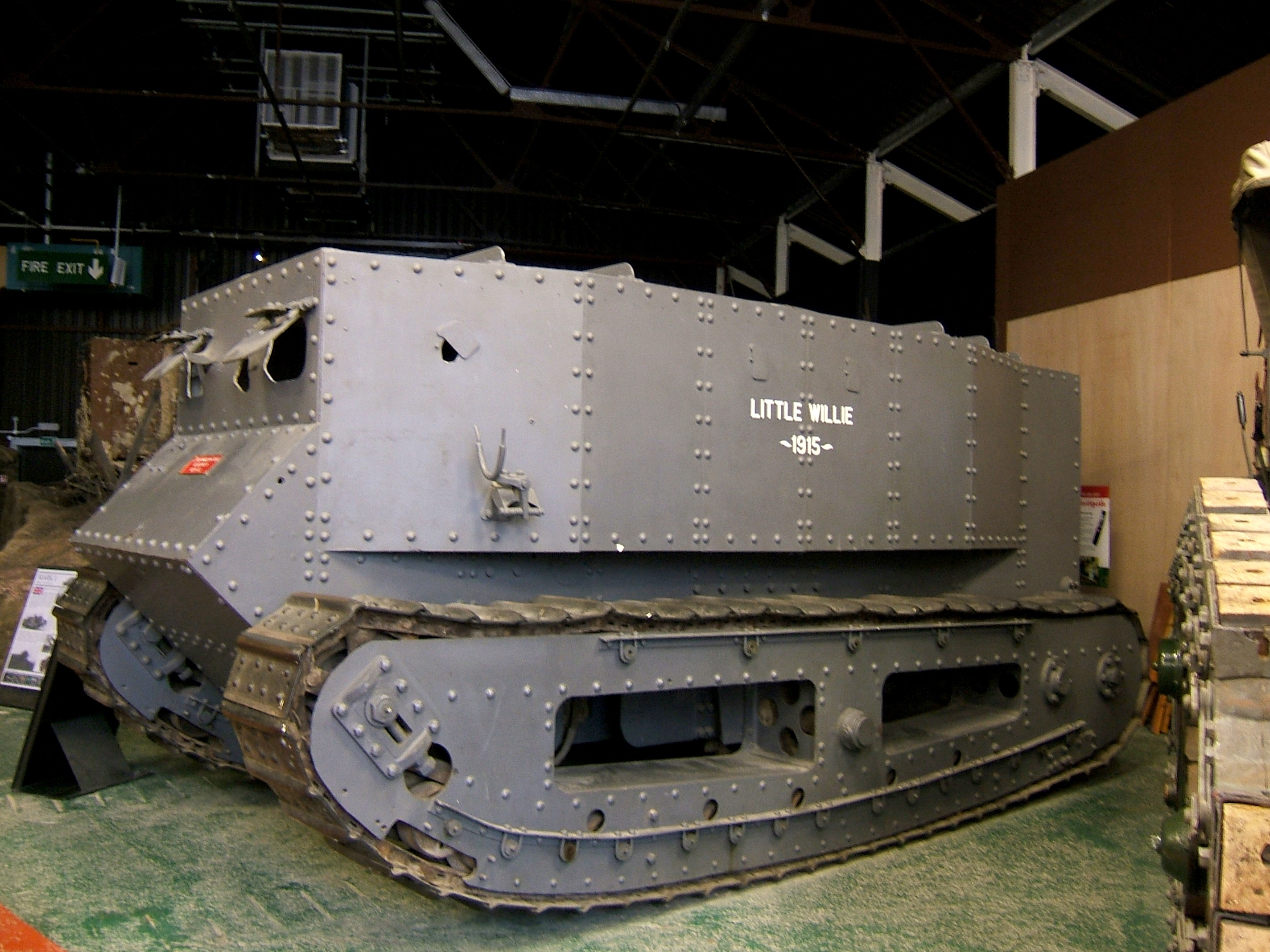
Little Willie au Musée des Blindés (2006)

Le Landships Committee était un comité britannique établi en février 1915 pour gérer la conception et la construction de ce qui deviendrait le premier char de combat durant la Première Guerre mondiale. "Landship" c'est-à-dire cuirassé terrestre. Fondé par le Premier Lord de l'Amirauté Winston Churchill, le Landships Committee était composé principalement d'officiers de la Royal Navy, de politiciens, et d'ingénieurs.